# 昂仁县
昂仁县（藏語：ངམ་རིང་རྫོང་།，威利转写：ngam ring rdzong，藏语拼音：Ngamring Zong）在中华人民共和国西藏自治区西部，是日喀则市中北部的一个县；藏语中意思是“长沟”。常住总人口約5.5万人，县人民政府駐卡嘎镇。

## 行政区划
昂仁县下辖2个镇、15个乡：
卡嘎镇、桑桑镇、达若乡、贡久布乡、措迈乡、雄巴乡、查孜乡、阿木雄乡、如萨乡、孔隆乡、尼果乡、日吾其乡、多白乡、切热乡、秋窝乡、达居乡和亚木乡。

## 人口
根據第七次人口普查數據，截至2020年11月1日零時，昂仁縣常住人口為55108人。

## 交通
- 216国道、 349国道